# Shafi'i

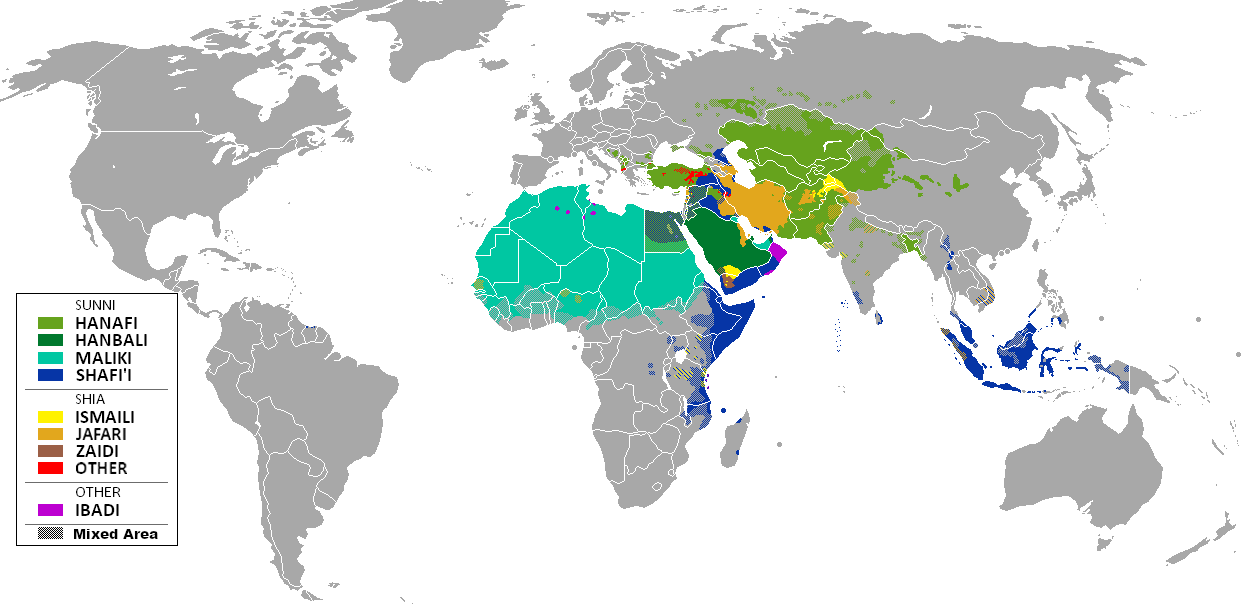
Mapa de la distribución de los Madhab

El madhab Shāfi‘ī (en árabe: شافعي‎) es una de las cuatro escuelas de fiqh, o jurisprudencia religiosa, del Islam. La escuela Shāfi‘ī de fiqh recibe su nombre de su fundador, el imán ash-Shāfi‘ī. Las otras tres escuelas son Hanafí, Malikí, y Hanbalí.

## Principios
La escuela Shafi‘í estipula que hay cuatro fuentes de jurispridencia, conocidas como usul al-fiqh. En orden jerárquico, las usul al-fiqh son: el Corán, la Sunna del profeta, el ijma (consenso) y el qiyas (extensión de un precedente). La escuela Shafi'í se refiere también a las opiniones de los compañeros (principalmente de Al-Julafa ar-Rashidun). La escuela, basada en los libros de ash-Shafi'í ar-Risala fi usul al-fiqh y Kitab al-umm que enfatizan la istinbaat (derivación de las leyes) mediante la aplicación rigurosa de los principios legales en lugar de mediante la especulación o la conjetura.
Esta escuela combinaba el conocimiento de fiqh como se practicaba en Irak con el del Hiyaz. Shafi'i considera un hadiz superior a las doctrinas tradicionales de las escuelas anteriores en la formulación de la ley islámica. Él niega la preferencia (istishan) como fuente de derecho.
El fundador de esta escuela es conocido como “El primero entre iguales” por su conocimiento exhaustivo y la metodología sistemática a la ciencia religiosa. Su aproximación a la jurisprudencia islámica ha pasado a ser la referencia estándar de los eruditos, no solo de su escuela. Hay una máxima de Fiqh que dice: “Los shafi'íes son los pilares del conocimiento de esta religión”.

## Seguidores relevantes de esta escuela
- Al-Bujari, recopilador de tradiciones proféticas islámicas persa del siglo IX.
- Al-Ghazali, ulema persa del siglo XI, muy influyente en el desarrollo místico del islam posterior.
- Nizam al-Mulk, gran visir persa de los sultanes selyuquíes en el siglo XI.
- Ibn al-Azir, historiador kurdo del siglo XIII.
- Ibn Jallikán, ulema y cadí kurdo del siglo XIII en El Cairo y Damasco.
- Safioddín Ardabilí, sheij sufí fundador de la tariqa safaví.
- Saladino, sultán de Egipto y Siria, fundador de la dinastía ayubí y campeón del islam (suní) frente a las Cruzadas.
- ibn Hajar al-Asqalani.
- al-Nawawi, jurista.
- Al-Khatib al-Baghdadi.
- Abdullah bin Ahmad Badawi - primer ministro de Malasia
- Imam Muslim ibn Hajjaj
- Jalaludin Suyuti.
- Ibn Kathir.
- Ali Gomaa, gran mufti de Egipto.
- Abu Shoyá Esfahaní, tratadista de derecho islámico de Basora del siglo XI.